# Len Carlson
Len Carlson (Edmonton, 2 settembre 1936 – Ontario, 26 gennaio 2006) è stato un doppiatore canadese in alcuni cartoni animati.

## Doppiaggio

### Serie animate
- L'Uomo Ragno (serie animata 1967)
- The Raccoons
- Dinosaucers
- Insuperabili X-Men (1992)
- COPS: Squadra anticrimine
- Alf
- Scuola di polizia (Capitano Harris)
- Donkey Kong Country
- Etciù! Accipicchia, che starnuto!

### Altro
- Hugo  e Q in Street Fighter III: 3rd strike (1999)

## Doppiatori italiani
- Giovanni Battezzato in Scuola di polizia (Capitano Harris)